# Kicker-Sportmagazin
Kicker-Sportmagazin (skraćeno Kicker) je vodeći njemački sportski magazin, baziran većinom na nogometu. Magazin postoji od 1920., a osmislio ga je i prvi put izdao Walther Bensemann. "Kicker" izlazi dvaput tjedno, obično ponedjeljkom i četvrtkom, u Nürnbergu. Izdanje ponedjeljkom se prosječno proda u oko 240.000 kopija, dok se izdanje četvrtkom prosječno proda u oko 220.000 kopija. (podaci iz 2005.)
Magazin izdaje i godišnjak, kicker Almanach. Prvi put je izdavan od 1937. do 1942; zatim nastavljen od 1959. do danas.
Također, "Kicker" godišnje dijeli jednu od najprestižnijih njemačkih nogometnih nagrada,Kicker-Torjägerkanone (kicker-nogometni-kanon), koje se dijeli najboljem strijelcu Bundeslige. Jednaka je španjolskoj "Pichichi" nagradi.

## Vanjske poveznice
- Službena stranica